# Mayer Aranka
Mayer Aranka (Budapest, 1958. július 3. –) magyar színésznő.

## Életpályája
Az ELTE Radnóti Miklós Gyakorlóiskolában érettségizett. 1977 és 1981 között a Magyar Televízióban rendezőasszisztensként dolgozott. Színésznőként 1983-ban végzett a Színház- és Filmművészeti Főiskolán, Versényi Ida és Kazán István osztályában. Gyakorlatos színészként, főiskolás korában már a Pécsi Nemzeti Színházban is fellépett. 1983 őszétől a Fővárosi Operettszínházban játszott 1989-ig. 1990-től szabadfoglalkozású művésznő.

## Magánélete
Férje 1983–1987 között Gém György filmrendező volt. 1992–2003 között Szász I. Attila ügyvéddel élt házasságban.

## Fontosabb színházi szerepei
- Ábrahám Pál: Bál a Savoyban... Musztafa felesége
- Lehár Ferenc: Luxemburg grófja... Juliette
- Kálmán Imre: Ördöglovas... Annie
- Jerry Bock: Hegedűs a háztetőn... Bjelke
- Hervé: Nebáncsvirág... Marianne
- Jacobi Viktor: Leányvásár... Bessy
- Huszka Jenő: Mária főhadnagy... Panni
- Cole Porter: Csókolj meg, Katám!... Lois Lane, színésznő (Blanca)
- Stephen Schwartz: Pipin... Udvarhölgy
- Lorraine Hansberry - Robert B. Nemiroff - Charlotte Zaltzberg - Judd Woldin: Kitörés... Mrs. Johnson
- Népliget story ... szereplő (Jurta Színház)

## Filmek, tv
- Amerikai komédia (1978)
- A nagy ékszerész (1980)
- Képviselő úr (1980)
- Szellemidézés (1984) (rendező: Karinthy Márton)
- Madame Pompadour (1985) (rendező Seregi László)

## Könyv
- Tóth Bálint Péter: Szög a zsákból (Egy (f)ideális házasság története. Magánkiadás, 2006